# Boyle (Irlanda)
Boyle (irlandese: Mainistir na Búille) è un grazioso e importante centro della contea di Roscommon, nella Repubblica d'Irlanda. Attraversato dall'omonimo fiume, è situato nella linea ferroviaria che collega Dublino a Sligo, mentre la strada nazionale N4 passa poco distante.
Ha dato i natali all'attrice Maureen O'Sullivan, madre di Mia Farrow.